# Château Fontaine
Ne doit pas être confondu avec Château de la Fontaine.
Le vignoble Château Fontaine est un domaine viticole situé à Saint-Hyacinthe au Québec, de 18 500 plants de vignes ouvert au public.

## Localisation
Seul vignoble à Saint-Hyacinthe et ses environs, il est également reconnu comme lieu d'intérêt touristique et fait partie de la route du vin du Québec. Le domaine qui s'étend sur 14 ha compte 18 500 plants de vignes (août 2009).
La production vinicole de ce vignoble maskoutain est réalisée dans un chai annexé à un  bâtiment de commercialisation de produits du terroir québécois, également ouvert au public pour visite. Un centre d'interprétation de la vigne au Québec est également ouvert au public sur place.
Le vignoble est la propriété de l'homme d'affaires et agronome Jean Fontaine.

## Cépages
Les variétés cultivées sont des vignes originaires du Minnesota et adaptées au climat du Québec. Le Frontenac et le Sabrevois donnent des vins rouges, le Prairie Star et le Frontenac Gris permettent de produire des vins blancs ou rosés. Un vin fortifié est également obtenu de ces cépages par montage et vinification de type porto. 